# Station Auchy-lès-Hesdin
Station Auchy-lès-Hesdin is een spoorwegstation in de Franse gemeente Auchy-lès-Hesdin.

## Treinverbindingen
| Serie | Treinsoort | Route                                                                  | Bijzonderheden |
| ----- | ---------- | ---------------------------------------------------------------------- | -------------- |
| P 53  | TER (SNCF) | Arras – Saint-Pol-sur-Ternoise – Auchy-lès-Hesdin – Étaples-Le Touquet |                |